# Anna Katharina Emmerick

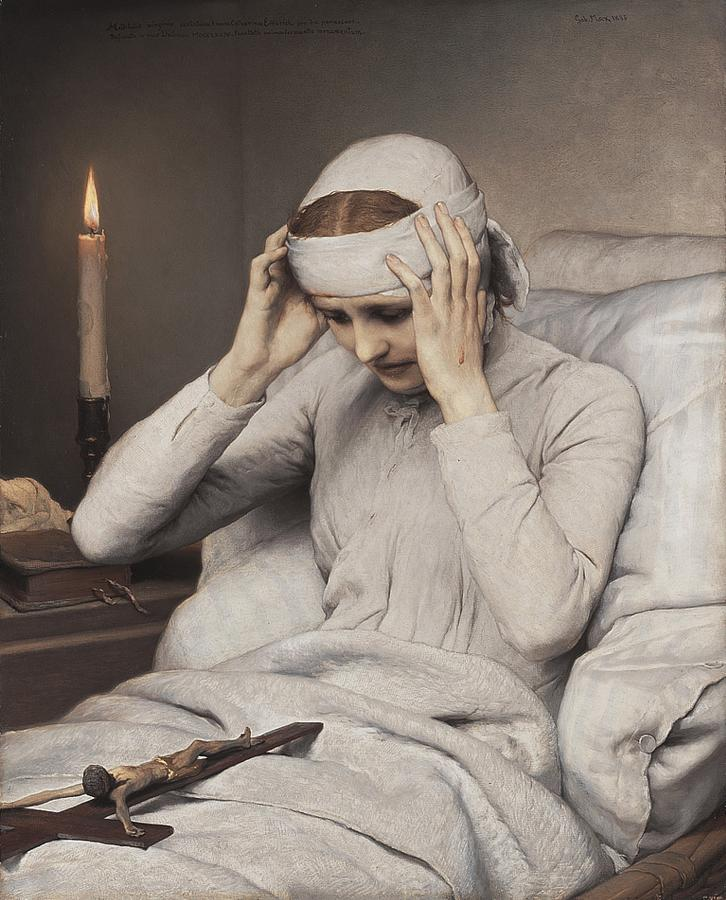
Die ekstatische Jungfrau Katharina Emmerich, Gemälde von Gabriel von Max, 1885

Anna Katharina Emmerick (auch Emmerich; * um den 8. September 1774 in Coesfeld; † 9. Februar 1824 in Dülmen, Westfalen) war eine deutsche Augustiner-Chorfrau und Mystikerin. Sie ist besonders für ihre Visionen bekannt, die der Schriftsteller Clemens Brentano verbreitete.
Am 3. Oktober 2004 wurde die „Nonne von Dülmen“ von Papst Johannes Paul II. seliggesprochen. Ihr Gedenktag ist der 9. Februar. Sie wird als „Mystikerin des Münsterlandes“ bezeichnet.

## Leben

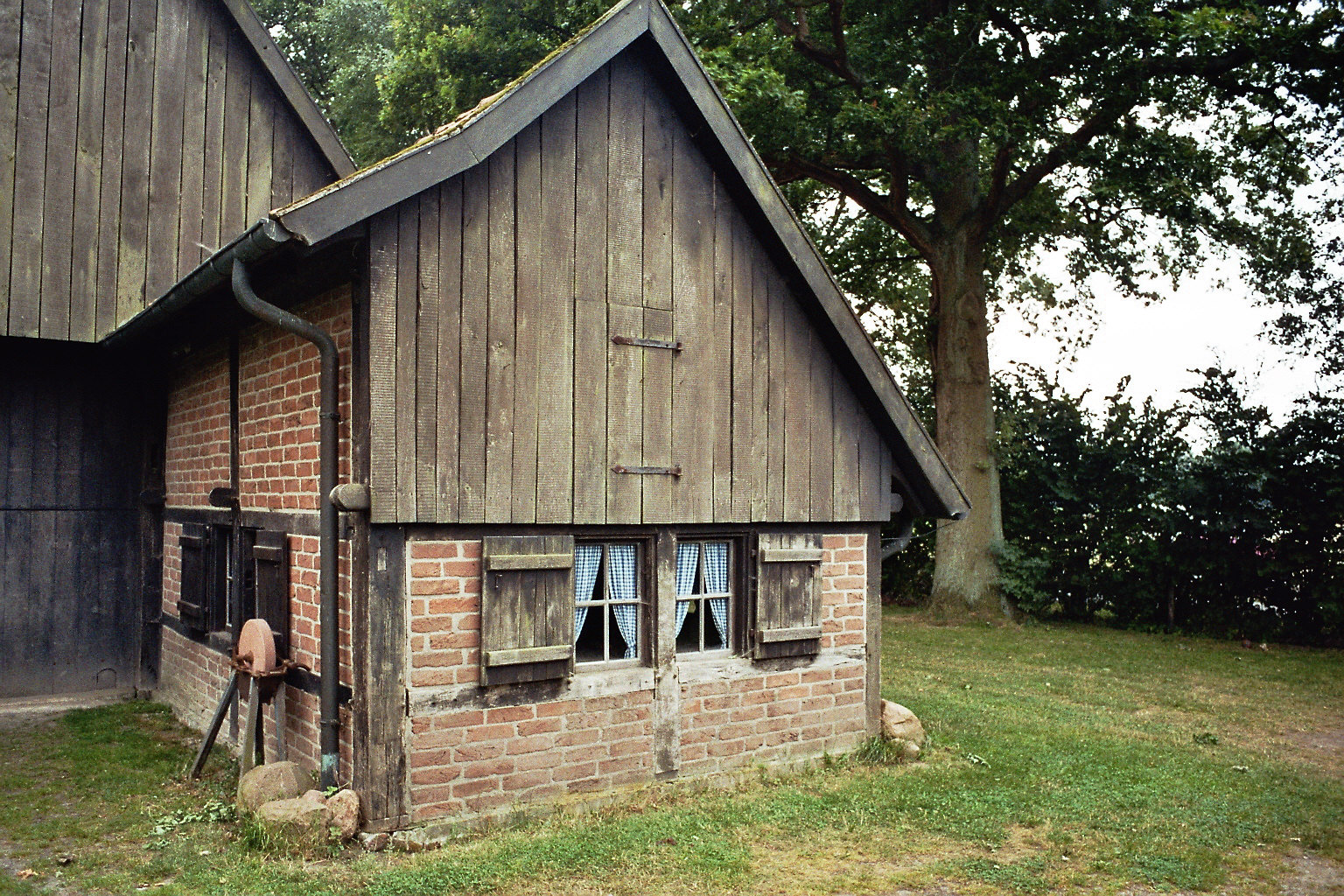
Geburtshaus (2005) in Coesfeld-Flamschen

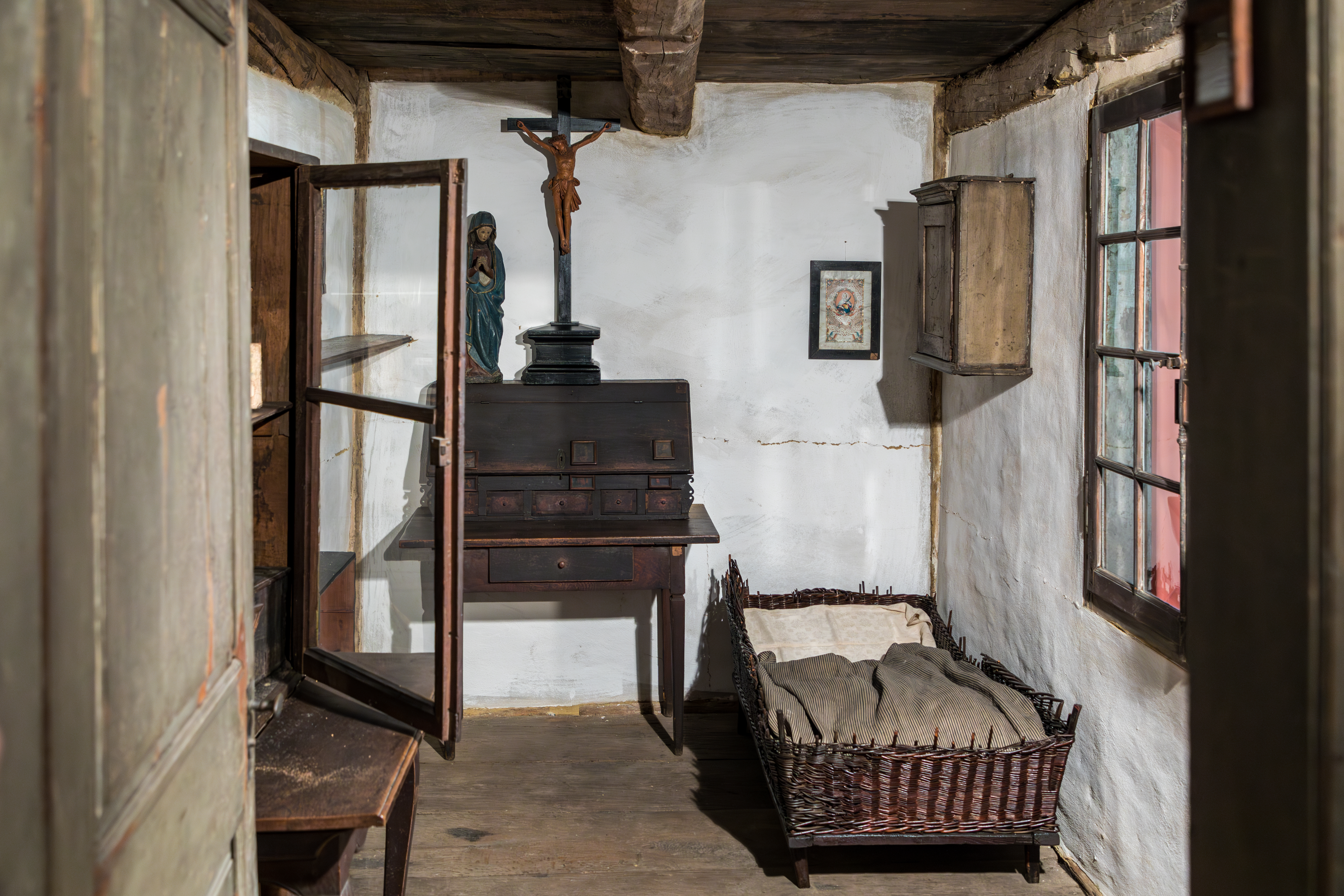
Hl. Kreuz Dülmen, Gedenkstätte (Krypta): rekonstruiertes Sterbezimmer mit Originaleinrichtung (2018)

### Herkunft und Kindheit
Anna Katharina Emmerick (auch Emmerich) wurde in der Coesfelder Bauerschaft Flamschen als Kind armer Köttersleute geboren. Sie stammte aus der weitverzweigten jüdischen Familie Gomperz-Emmerich, aber ihre Vorfahren waren vom Judentum zum Katholizismus übergetreten. Ihre Eltern, Bernd und Anna geb. Hillers, hatten neben Anna Katharina noch weitere acht Kinder. Als ihr Geburtstag gilt der 8. September 1774, allerdings ist dies der Tag des Eintrags in das Taufregister von St. Jakobi (Coesfeld), wobei in einer Taufbescheinigung wegen eines Übertragungsfehlers der 30. September 1774 genannt wird. Der tatsächliche Geburtstag ist unbekannt.
Schon als Kind hatte „Annthrienken“, so ihr Kosename, einen engen Bezug zur Kirche und gute Bibelkenntnisse. Mehrmals in der Woche ging sie zur Kommunion und zu Andachten, auch erwähnte sie damals schon Visionen und Offenbarungen. Ein zentrales Element ihrer Frömmigkeit bildete die Verehrung des sich in der Lambertikirche befindlichen Coesfelder Kreuzes und des Coesfelder Kreuzweges.
Die Schule besuchte sie nur vier Monate. Mit 13 Jahren verdingte sie sich als Magd. Sie absolvierte zunächst eine Lehre als Näherin und arbeitete ab 1794 in der Umgebung von Coesfeld als Wandernäherin.

### Klostereintritt, Auszug und Krankheitsjahre
Als sich eine vorteilhafte Heirat anbot, offenbarte sie ihren entsetzten Eltern, dass sie beabsichtige ins Kloster zu gehen. Nachdem ihre Eltern doch noch, wenn auch widerwillig, zugestimmt hatten, und nach mehrjährigem erfolglosen Bemühen, bot sich ihr 1802 die Möglichkeit, als Schwester vom Gemeinsamen Leben in das Kloster Agnetenberg in Dülmen einzutreten, wo sie am 13. November 1802 als Novizin eingekleidet wurde. Nachdem die Gemeinschaft die strengere Augustinusregel angenommen hatte, legte Anna Katharina am 13. November 1803 ihre feierliche Profess als Augustiner-Chorfrau der Kongregation von Windesheim in die Hände des damaligen Propstes des Windesheimer Augustiner-Chorherrenklosters in Frenswegen ab.
Während ihrer Zeit im Kloster wurde sie häufig krank und litt unter großen Schmerzen. Auch erfuhr sie Ausgrenzung und Ablehnung von ihren Mitschwestern, die Anstoß an ihrem Frömmigkeitseifer nahmen. Als das Kloster im Zuge der Säkularisation im Dezember 1811 aufgehoben wurde, führte Anna Katharina den Haushalt des aus Frankreich emigrierten Priesters Jean Martin Lambert, der sich schon Jahre zuvor um sie gekümmert hatte. Bald wurde sie jedoch so krank, dass sie das Haus nicht mehr verlassen konnte.
An ihrem Körper entstanden Wunden, die als Wundmale Jesu Christi interpretiert wurden. Protokolle verschiedener Untersuchungen bestätigten die Existenz der Wunden. Daneben hatte sie nach eigenen Angaben in den folgenden zwölf Jahren mystische Visionen, in denen sie an jedem Freitag die Passion Christi durchlitt. Außerdem habe sie Ereignisse aus der biblischen Schöpfungs- und Heilsgeschichte gesehen.
In dieser Zeit wurde sie von Personen aller sozialen Schichten besucht, darunter von vielen Kranken und Ratsuchenden. Darunter bekannte Persönlichkeiten, wie der Dichter Clemens Brentano, die Schriftstellerin Luise Hensel, die Fürstin Amalie von Gallitzin, der zum Katholizismus konvertierte Friedrich Leopold Graf zu Stolberg, Bischof Johann Michael Sailer, Kardinal Melchior von Diepenbrock und der Pädagoge und Theologe Bernhard Overberg suchten sie an ihrem Krankenlager auf.
Während der 10 Jahre ihrer Bettlägerigkeit bis zu ihrem Tode 1824 war sie krankheitsbedingt starken Schmerzen ausgesetzt. Nichtsdestotrotz bemühte sie sich auch in diesem Zustand des Leidens um Hilfsbereitschaft anderen Bedürftigen gegenüber, vor allem durch das Anfertigen von Näharbeiten, wie vielfältig bezeugt.

### Stigmatisierung

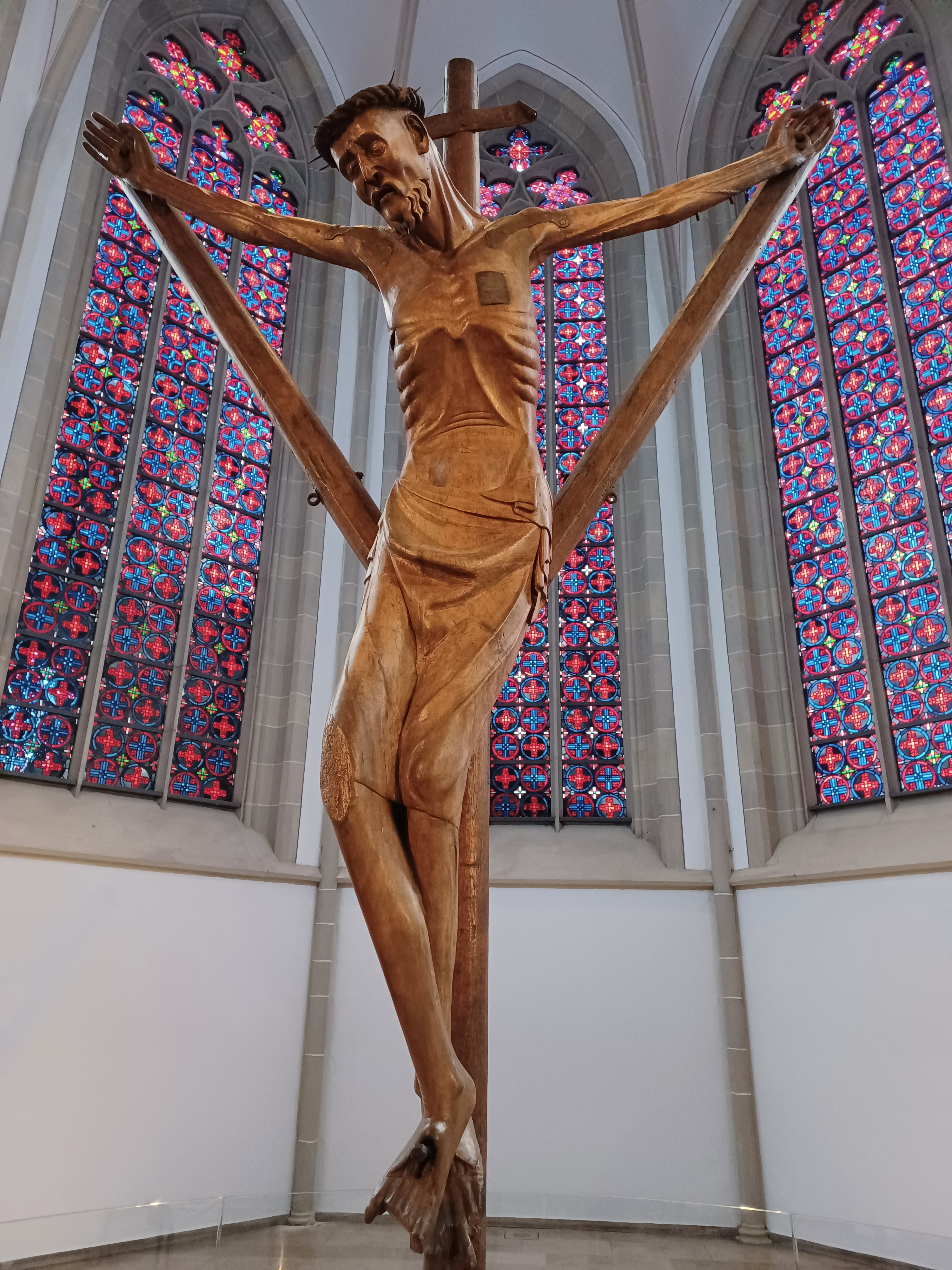
Coesfelder Kreuz in der Apsis der Kirche St. Lamberti (2023)

Die Stigmata deuteten sich bereits vor der Aufhebung ihres Klosters an, ihr selbst zufolge während eines Gebets vor dem Coesfelder Kreuz. Sie sind durch die Aufzeichnungen ihres Beichtvaters, des Dominikaners Alois Limberg bezeugt, der am 31. Dezember 1812 zum ersten Mal ihre Handrücken bluten sah. Später berichtete er auch von zwei Kreuzen auf der Brust, einem größeren und einem kleineren, außerdem von den Wundmalen unter den Füßen. Stichwunden an der Stirn bestanden wohl bereits früher; ein Stigma der Seitenwunde wurde erst später bezeugt.
Gegenüber dem Generalvikar des Bistums, Droste zu Vischering, sagte Anna Katharina Emmerick, die Stigmata seien ihr Kreuz und sie habe Gott um die Wegnahme der sichtbaren Male gebeten. Sie hielt es für eine Versuchung, den damit verbundenen Schmerzen entfliehen zu wollen. Nur in den Ekstasen verschwinden die Schmerzen.

### Visionen

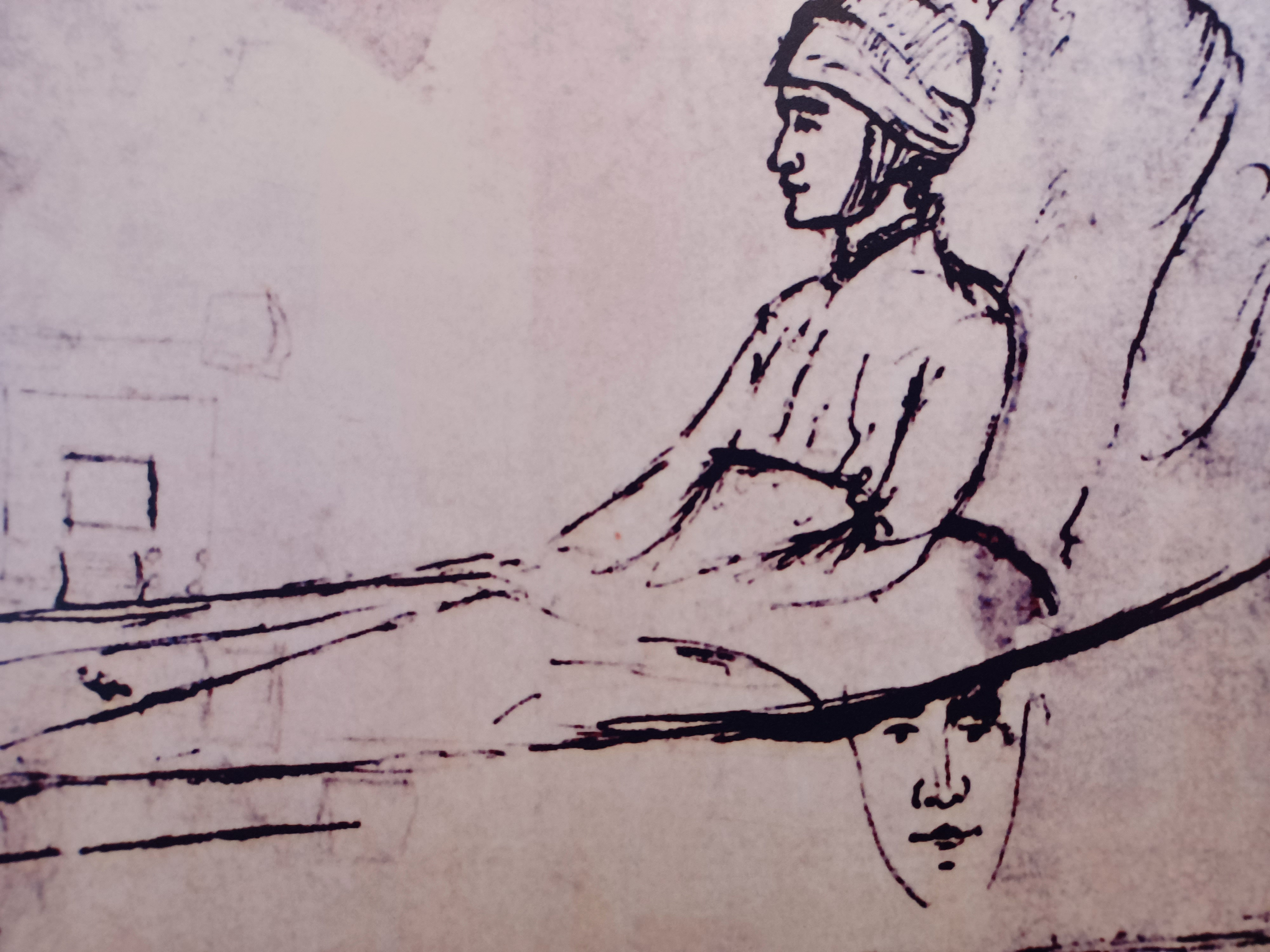
Anna Katharina Emmerick auf dem Krankenbett, Zeichnung von Clemens Brentano (vor 1824)

Die mystischen Bilder Anna Katharinas schrieb der Schriftsteller Clemens Brentano auf etwa 16.000 Seiten nieder, in insgesamt sechs Jahren (1819–1824), die er fast durchweg in ihrer Nähe verbrachte. Nach ihrem Tod veröffentlichte er zunächst das Bittere Leiden unseres Herrn Jesu Christi, unter dem Namen Emmericks. Diese und die folgenden Veröffentlichungen Brentanos, die erst nach seinem Tod erschienen, sind jedoch keine Transkriptionen der von der Seherin diktierten Worte. Es handelt sich um eine dichterische Gestaltung, in der der Autor den vorliegenden Stoff aus weiteren Quellen ergänzte und überarbeitete.
Die Visionen Anna Katharinas betrafen in ihrer Kindheit und Jugend hauptsächlich das Alte Testament. Seit der Ankunft Brentanos hatten sie zunächst das Leben von Heiligen zum Gegenstand, schließlich verstärkt das Leben und die Passion Christi. Darüber hinaus bezogen sich ihre Visionen auf allerlei biblische Episoden und religiöse Themen, wie z. B. die Sakramente, das Fegefeuer, den Zustand und die Zukunft der Kirche, speziell der Kirche in Deutschland, sowie die Endzeit. Sie beinhalteten sowohl erbauliche wie mahnende Elemente, darunter auch Kritik an heuchlerischen oder formelhaften religiösen Praktiken ihrer Zeit.
Das Buch vom Bitteren Leiden entwickelte sich im 19. Jahrhundert zu einem wichtigen religiösen Erbauungsbuch. Eine dreibändige Sammelausgabe der Visionen Jesu, Mariens und alttestamentarischer Bilder erschien 1881 im Verlag Friedrich Pustet.

### Zeitgenössische Untersuchungen von Anna Katharina Emmerick
Die Geschichte der öffentlichen Resonanz auf Anna Katharina Emmerick ist komplex. Zwischen 1813 und 1820 schlug das Phänomen der Stigmata und der Visionen „hohe Wellen“ in den deutschen Zeitungen. Die gläubige Bevölkerung stand den von Aufklärung und Rationalismus geprägten Zeitgenossen gegenüber, die von Betrug ausgingen.
Der Generalvikar des Bistums Münster, Clemens August Droste zu Vischering, ordnete 1813 eine Rundum-Observierung, Zeugenbefragungen und einen zusammenfassenden Bericht über die Phänomene an. Die Untersuchungskommission, der einige Geistlichen und drei Ärzte, darunter der Medizinalrat und Professor Franz Ferdinand von Druffel, angehörte, kam zu dem Ergebnis, dass die Wunden „auf keinerlei Weise künstlich entstanden, noch weniger künstlich unterhalten“ sein konnten. Ebenso schrieb Druffel, die Wunden stammten weder von einem „aufätzenden Mittel, noch von Ansaugung durch Blutwürmer“. Zwar ging auch er von einer natürlichen Ursache aus, sah allerdings auch keine Belege für einen Betrug, da die Kranke weder mittel- noch unmittelbar Gewinn aus ihrer Krankheit zöge. Nach der Veröffentlichung dieser und anderer Aussagen in einer medizinischen Fachzeitschrift wurde Druffel scharf angegriffen.
Heftige Kontroversen in der Presse führten dazu, dass 1817 das preußische Ministerium die Regierung in Münster aufforderte, Erkundigungen einzuziehen, ob Anna Katharinas Krankheit „verderblichen Aberglauben“ oder „törichten Wunderglauben“ befördere. Schließlich wurde sie vom 7. bis zum 29. August 1819 von einer staatlichen Kommission im Hause des Hofkammerrats Clemens August Mersmann untersucht, wohin sie trotz ihrer Bettlägerigkeit verbracht und streng bewacht wurde. Die teils schmerzhaften Untersuchungen und Befragungen vermochten jedoch nicht, einen Betrug nachzuweisen. Der Untersuchungskommission, die unter der Leitung des preußischen Landrats des Kreises Coesfeld Clemens Maria Franz von Bönninghausen stand, gehörten fünf Ärzte an. Laut Bönninghausen kamen sie zu dem Schluss, die Stigmata der Nonne seien – unter dem Einfluss der verhassten französischen Fremdherrschaft – mit mechanischen Mitteln beigebracht worden, also nicht übernatürlichen Ursprungs. Jedoch waren während der Untersuchungsperioden keine Blutungen aufgetreten. In einer Verteidigungsschrift schrieb er später, er sei „der subjektiven Überzeugung“, dass die Stigmata „als erkünstelt und mit Vorsatz hervorgebracht, mithin als zu der Klasse der verstellten Krankheiten gehörend, zu betrachten sind“.
Ärzte und prominente Zeitzeugen wie Friedrich Leopold zu Stolberg-Stolberg, Bernhard Overberg und Clemens Brentano, die die Frau selbst aus der Nähe beobachtet hatten, distanzierten sich von Art und Ergebnis der staatlichen Untersuchung.
Der Arzt Theodor Lutterbeck kritisierte 1819 die vorangegangene staatliche Untersuchung als „eine volle dreiwöchige Gefangenschaft, und öffentliche gewaltsame Inquisition“. Lutterbecks öffentliche Äußerungen führten zu einer Auseinandersetzung mit von Bönninghausen, die in Form von Artikeln und Publikationen im Rheinisch Westfälischen Anzeiger geführt wurde. Der Nonne sei – so berichtet Lutterbeck – in der Untersuchung vorgehalten worden, wenn sie am kommenden Freitag blutete, würden viele Menschen zur katholischen Kirche zurückkehren. Darauf habe sie geantwortet:

„Wenn diese Umänderung der Denk- und Sinnart auf nichts anderm, als auf meinem Bluten sich gründen sollte; so ist ein solcher Katholizismus nichts werth.“

Parallel dazu lieferten sich Professor Bodde, Medizinalrat und Chemiker, und der Dülmener Dechant Rensing einen schriftlichen Streit. Der Professor warf der kirchlichen Obrigkeit und der Nonne Betrug vor, der Dechant verteidigte die Echtheit der Phänomene.

### Letzte Lebensjahre und Tod
Zwischen 1819 und 1824 hielt sich der Schriftsteller Clemens Brentano dauernd in Dülmen auf, besuchte die kranke und sehr schwach gewordene Nonne regelmäßig und stellte ihr Fragen zu ihren Visionen. Die Ergebnisse dieser Befragungen, die von einem Interesse Brentanos an einer möglichst zusammenhängenden Darstellung der biblischen Geschichte geleitet waren, schrieb er in umfangreichen Aufzeichnungen nieder, die er später zu Büchern ausarbeitete.
Anna Katharina Emmerick starb 1824 und wurde auf dem neuen Friedhof vor den Toren der Stadt Dülmen beerdigt. Ihr Nachlass wurde von der religiösen Dichterin Luise Hensel gesichtet und geordnet.
Nach Wiederaufnahme des Seligsprechungsprozesses wurden ihre Gebeine 1975 in die Krypta der 1938 neben dem Friedhof errichteten Heilig-Kreuz-Kirche umgebettet. Im Jahr 2010 wurde in der Kirche St. Pankratius in Buldern bei der Vorbereitung einer Zeremonie mit einer Reliquie des heiligen Pankratius zufällig eine mumifizierte Frauenhand gefunden, von der in Kirchenkreisen vermutet wird, sie stamme von Emmerick. Luise Hensel könnte bei einer ersten Exhumierung der Leiche, die sie in ihrem Tagebuch beschreibt, diese Hand an sich genommen haben. Die Echtheit dieser möglichen Reliquie wurde bislang nicht bestätigt.

## Clemens Brentanos Emmerick-Schriften
In seinen umfangreichen Aufzeichnungen mischte Brentano die Aussagen Anna Katharina Emmericks mit eigenen Hinzufügungen und Ausgestaltungen, weshalb es unmöglich ist, die Exaktheit der Aufzeichnungen hinsichtlich der dokumentarischen Wiedergabe der emmerickschen Visionen abschließend zu bewerten. In Folge verfasste er die vier Werke Das bittere Leiden unsers Herrn Jesu Christi, das Leben der hl. Jungfrau Maria, das Leben Jesu sowie eine von Karl Erhard Schmöger vervollständigte Biographie der Anna Katharina Emmerick.
Die Aufdeckung dieser Bearbeitungen, die unter anderem durch Winfried Hümpfner, Hermann Cardauns und Joseph Adam geleistet wurden, hat in der Einschätzung von Brentanos Emmerick-Büchern zu unterschiedlichen Auffassungen geführt. Teils wird einfach unterschlagen, dass er und nicht Anna Katharina Emmerick der Verfasser der Bücher ist, teils werden die Werke wie die übrigen literarischen Schriften des Autors als Teil seines Werkes behandelt und nach literaturwissenschaftlichen Gesichtspunkten untersucht.
Die Berichte über die Visionen der Emmerick, die nur in der Wiedergabe Brentanos erhalten sind, weckten teils den Glauben, hier liege eine neue Offenbarung vor, teils wurden diese Berichte – innerhalb der katholischen Kirche, aber auch von Brentanos engsten Freunden und Angehörigen – von Anfang an bezweifelt. In Frage steht dabei vor allem die Glaubwürdigkeit der Wiedergaben Brentanos, der seine Berichte nachweislich mit anderen Legenden und historischen Quellen abgeglichen hat.
Animiert durch die Darstellung der Visionen Anna Katharina Emmericks in Brentanos postum veröffentlichten Buch Das Leben der hl. Jungfrau Maria versuchten französische Geistliche in den letzten Jahrzehnten des 19. Jahrhunderts, das von Emmerick beschriebene Sterbehaus Marias in der Nähe von Ephesus zu lokalisieren. Auf einem Hügel südlich der antiken Stadt wurde 1891 ein Haus entdeckt, das von Gläubigen als Haus Mariens interpretiert wurde. Dort nahm man erfolglos Ausgrabungen vor, um das Grab der Gottesmutter zu finden. Das Haus ist bis heute ein bekanntes Pilgerziel in der Türkei.
Eine andere Vision, die sich auf einen wirklich existierenden Gegenstand beziehen soll, ist die vom Trauring Mariens, der aufgrund der Beschreibung Emmericks mit dem Santo Anello, dem sog. Heiligen Ring identifiziert wurde, welcher in Perugia in Italien verehrt wird.

## Wirkung
Nach Günther Scholz beruht die

„enorme Wirkung der Emmerick im 19. Jahrhundert [...] darauf, dass sie diese persönliche Form des Glaubens für sich erfahren und an andere weitergegeben hat. Damit hat sie eine Sehnsucht der Zeit angesprochen und (mit anderen ihrer Zeit) eine Frömmigkeit begründet, die mehr in den Gefühlen des Herzens als in den Einsichten des Verstandes besteht.“

### Seligsprechung

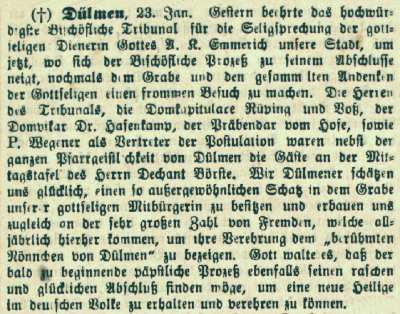
Artikel über den Beginn des Seligsprechungsprozesses in der Dülmener Zeitung vom 23. Januar 1892

Ein erster Prozess zur Seligsprechung Anna Katharina Emmericks wurde 1892 von dem in Coesfeld geborenen Pater Thomas a Villanova Wegener (1831–1918) als Postulator eingeleitet und 1928 eingestellt, nachdem sich herausgestellt hatte, dass Clemens Brentanos Aufzeichnungen und Bücher historisch nicht verwertbar waren und dass sich mindestens einer ihrer Beichtväter ihr gegenüber sexuell anstößig verhalten hatte. Sie habe deshalb auch andere Beichtväter verlassen, „die zärtlich wurden“.
Am 18. Mai 1973 wurde ein neuer Seligsprechungsprozess eröffnet und 2004 abgeschlossen. Am 3. Oktober 2004 wurde sie von Papst Johannes Paul II. seliggesprochen. Die zuständige Kommission erklärte, die Seligsprechung betreffe lediglich die Heiligkeit der Person Emmerick und gebe kein Urteil über den Wahrheitsgehalt der Bücher von Clemens Brentano ab. Seit dem Tag der Seligsprechung befindet sich eine Reliquie Anna Katharina Emmericks beim Heiligen Stuhl.
In seiner Predigt bei den Seligsprechungsfeierlichkeiten hob Johannes Paul II. den Reichtum von Anna Katharina Emmericks innerem Leben hervor, sowie „die Geduld im Ertragen ihrer körperlichen Schwäche“, neben ihrer „charakterlichen Stärke“ und der „Festigkeit im Glauben.“

### Verehrung und Andenken

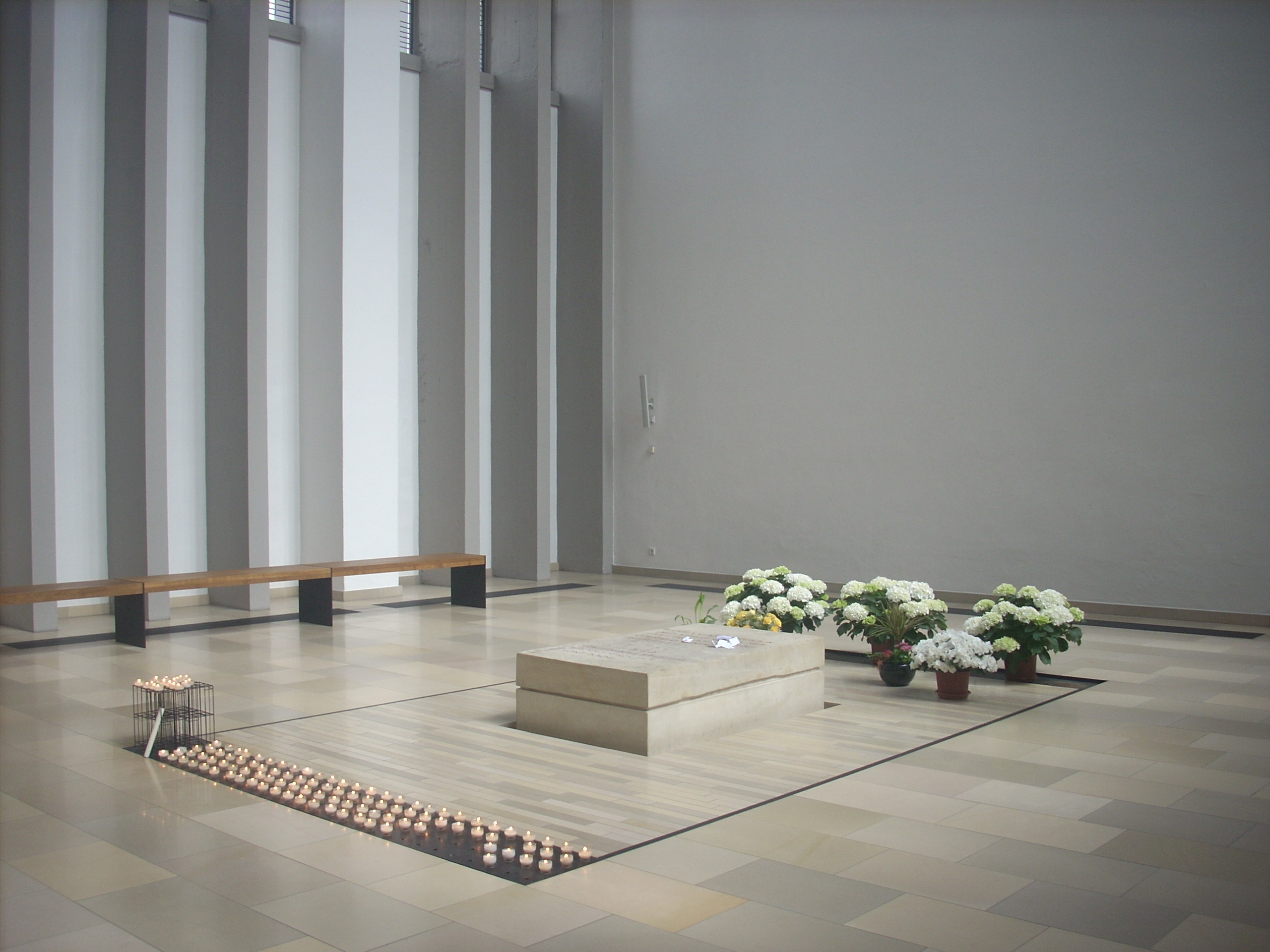
Hl. Kreuz Dülmen, Grab Anna Katharina Emmericks im hinteren Chorraum (2010)

Der Gedenktag Anna Katharina Emmericks in der katholischen Kirche ist der 9. Februar, der Todestag der Seligen.
Das Grab Emmericks wird seit 2005 in der von Dominikus Böhm entworfenen Heilig-Kreuz-Kirche in Dülmen verehrt, wohin die Gebeine von der Krypta der Kirche umgebettet wurden. Die Freundin Emmericks, Luise Hensel verfasste 1825 in Reaktion auf den Tod das Gedicht „An ihrem Grabe“.
Unterhalb der Kirche, in der vormaligen Krypta, befindet sich eine Anna-Katharina-Gedenkstätte. Teil der Ausstellung ist die Rekonstruktion des Zimmers, das die Kranke 11 Jahre lang bewohnte.
In Coesfeld ist das Geburtshaus Anna Katharina Emmericks als Museum hergerichtet. Die frühere Laurentiuskirche in Coesfeld wurde nach ihrer Umgestaltung 2012 durch das zusätzliche Patrozinium in Anna Katharina umbenannt.
Der in Dülmen ansässige Emmerick-Bund e. V. veröffentlicht zweimal jährlich die „Emmerickblätter“ und kümmert sich um die Bewahrung und Verbreitung des Andenkens an die seliggesprochene Ordensfrau. Bereits vor der Seligsprechung versandte der Emmerick-Bund an Emmerick-Verehrer Bilder von Anna Katharina Emmerick, auf deren Rückseite millimetergroße Stücke ihrer Kopfbinden aufgeklebt waren.
In Borken, Coesfeld und Dülmen sind Straßen nach Anna Katharina Emmerick benannt.

### Gedenkstätte und Pilgerweg

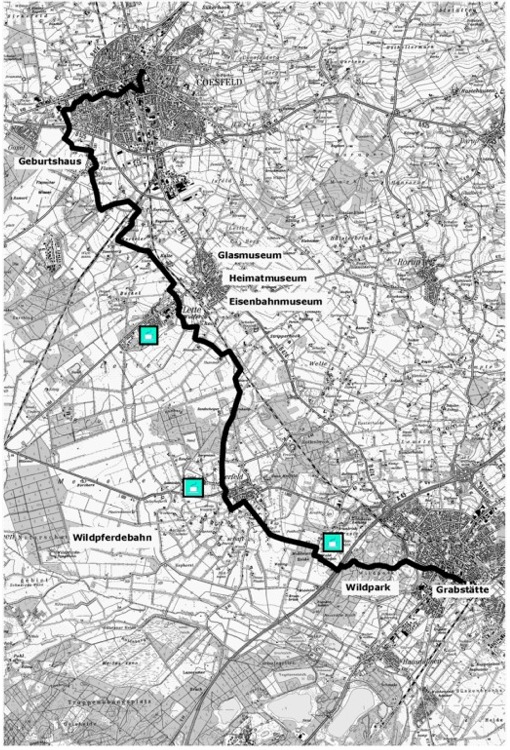
Karte des Pilgerweges

Der Anna-Katharina-Weg führt zu den Lebensstationen der Mystikerin in Coesfeld, Flamschen und Dülmen.
Er beginnt am dem Coesfelder Kreuz in der St.-Lamberti-Kirche und führt zur St.-Jakobi-Kirche, in der Anna Katharina 1774 getauft wurde. Danach führt der Weg in die Bauerschaft Flamschen zu Anna Katharinas Geburtshaus. Auf dem weiteren Weg zwischen Merfeld und Dülmen sind Findlinge mit Zitaten der „Seherin aus dem Münsterland“ aufgestellt. Weiter führt der Weg zum Ort des ehemaligen Augustinerinnenklosters Agnetenberg in der Nähe der St.-Viktor-Kirche in Dülmen. Er endet an der Heilig-Kreuz-Kirche in Dülmen mit der Grabstätte Anna Katharina Emmericks.

### Rezeption
Zeitgenössische Ärzte kamen bei der Untersuchung der Wunden zu gegensätzlichen Einschätzungen. Einige moderne Autoren deuten die Stigmatisierungserscheinungen im Rahmen des Gesamtbefunds als Krankheitssymptome. Sie stützen sich auf ICD-10-codierte Diagnosen aus dem somatischen Bereich, wie unter anderem Tuberkulose, Leberzirrhose (die auch Hautblutungen und Palmarerytheme erklären könnte) und Rachitis, sowie psychiatrische Befunde aus dem dissoziativen Formenkreis sowie Anorexia nervosa.
Der katholische Theologe Josef Hanauer vertrat die Ansicht, dass Emmerick sich die Male aus Nachahmungstrieb selbst zugefügt haben könnte, dies jedoch nicht in betrügerischer Absicht, sondern um Christus ähnlicher zu werden. Oft genug sei bewiesen worden, dass derartige Stigmata mit Wundern nichts zu tun hätten.
Ebenso Emmerick keinen Betrug unterstellend, befindet die Medizinhistorikerin Wurm, dass das Einsetzen der Blutungen für die kranke, jahrelang allein lebende und von ihren Klosterschwestern nur widerwillig gepflegte Emmerick mit einem großen Zuwachs an Ansehen verbunden war, da sie medizinische Aufmerksamkeit und externe Anerkennung, ja Bewunderung erhielt. Doch selbst die zahlreichen Quellen würden keine seriösen Aussagen über die Umstände und Ursachen der Stigmatisation zulassen. Vielmehr zeige sich bei den Ärzten, Geistlichen und anderen Akteuren, überdies nicht zwangsläufig konfessionsgebunden, ein Verschwimmen der Grenzen zwischen Medizin, Politik, Naturphilosophie und Religion.

## Filme
Der Regisseur Dominik Graf thematisierte 2007 die Begegnung von Clemens Brentano und Anna Katharina Emmerick in seinem Film Das Gelübde, der auf dem gleichnamigen Roman von Kai Meyer basiert.
Mel Gibsons Film Die Passion Christi (2004) stützt sich auf die von Brentano verfassten Visionen Anna Katharina Emmericks.